# Castel dell'Ovo
Castel dell'Ovo (česky Vaječný hrad nebo Hrad zlatého vejce) je středověký hrad v italském městě Neapol. Hrad leží na skalnatém ostrůvku Megaride, na pobřeží nedaleko centra města.
Hrad je s pevninou spojen hrází, která je oblíbeným místem pro fotografování čerstvých novomanželů. Hráz je dlouhá 100 metrů. Hrad má tvar obdélníku o stranách 200 na 45 metrů. Ze strany hráze je hrad chráněn vysokým polokruhovým bastionem. Hrad dnes slouží pro konání výstav a jiných kulturních akcí. Za hradem je dlouhý výběžek, který kdysi pravděpodobně sloužil jako přístav. Hrad je zdarma přístupný a je z něj výborný výhled na pobřeží Neapole.

## Název
Název hradu vychází ze středověké legendy, podle níž měl římský básník Vergilius magické vajíčko. To prý umístil v základech hradu, aby jej tak posílilo. Pokud se vajíčko rozbije, stihne celou Neapol pohroma.

## Historie
Ostrůvek Megaride byl osídlen v polovině 6. století př. n. l. řeckými kolonisty z nedaleké kolonie Kýmé, kteří zde založili první historické centrum města. V 1. století př. n. l. si na ostrově nechal římský patricij Lucius L. Lucullus zbudovat velkolepou vilu: Castellum Lucullanum. V 5. století ji nechal západořímský císař Valentinianus III. opevnit. V roce 476 v pevnosti věznil germánský náčelník Odoaker posledního římského císaře Romula Augusta. V roce 492 zde Eugippius založil klášter. Zbytky budov z římských doby byly v 9. století zničeny místními obyvateli, aby nepadly do rukou Saracénům. 

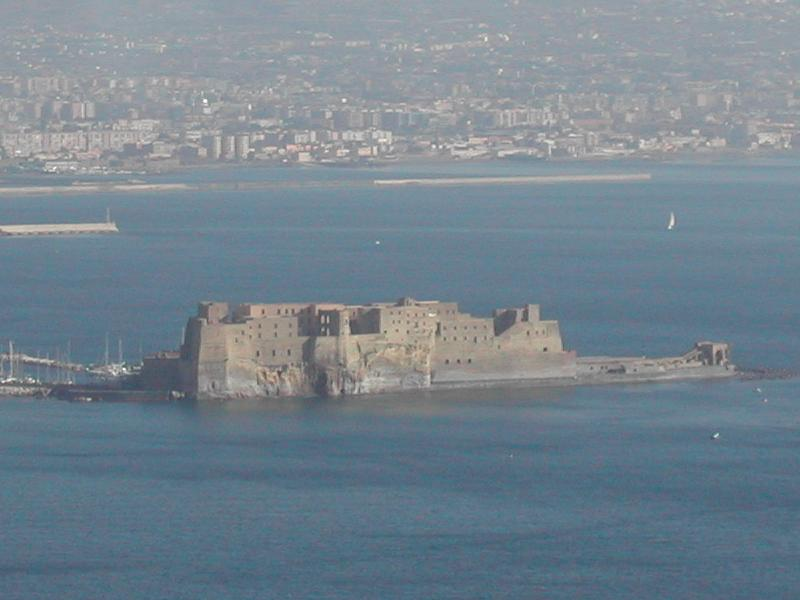
Castel dell'Ovo na ostrůvku Megaride

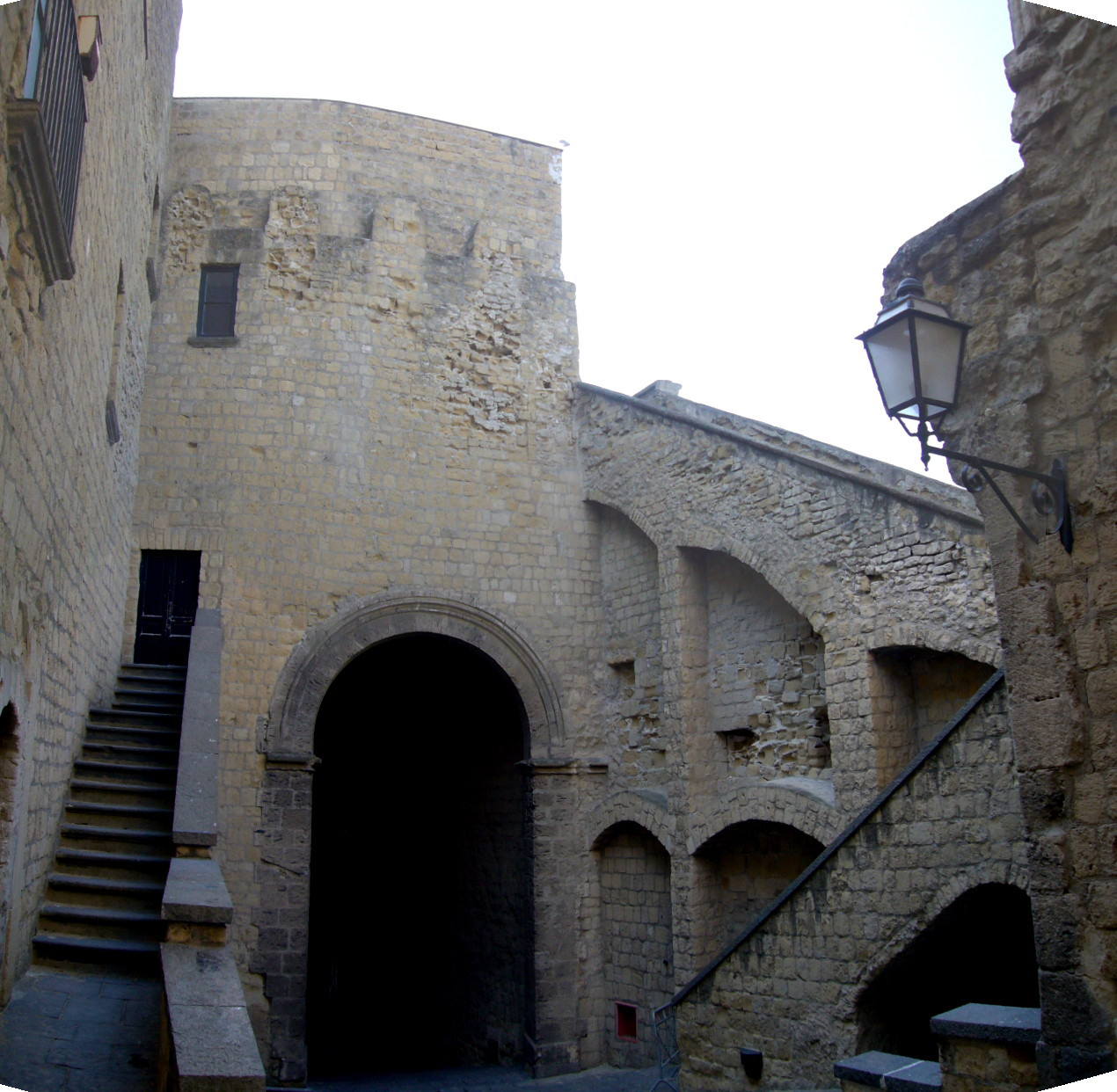
Vstup na věž

Dnešní hrad byl vybudován Normany ve 12. století a během jejich vlády a následně i německého císařského rodu Štaufů byl královským sídlem. Význam hradu začal slábnout během vlády Karla I. z Anjou (1266–1285), který založil nový hrad – Castel Nuovo – kam se přemístil i se svým dvorem. Castel dell'Ovo se stal sídlem královských úředníků a místem, kde byl uložen státní poklad.
Dnešní podoba pochází z 15. století, z doby vlády aragonské dynastie. Během tzv. italských válek byl hrad poškozen střelbou francouzského a španělského dělostřelectva. V roce 1799 z hradebních děl stříleli republikáni do příznivců bourbonské dynastie.
Až do roku 1963 sloužil hrad k vojenským účelům.
V 19. století vznikla na ostrůvku u jižní stěny hradu malá rybářská osada Borgo Marinari. Tato osada existuje dodnes a je známá především díky svému přístavu a četným restauracím.